# Humshakals
Humshakals (übersetzt: „Doppelgänger“) ist eine indische Komödie aus dem Jahr 2014, bei der Sajid Khan Regie führte und ihn unter dem Fox Star Studios Banner produzierte. In den Hauptrollen sind Saif Ali Khan, Riteish Deshmukh und Ram Kapoor, die jeweils drei Rollen spielen.

## Handlung
Ashok und Kumar sind beste Freunde. Ashoks Vater ist ein Multimillionär, der vor sechs Jahren ins Koma gefallen ist. Mamaji und Dr. Khan wollen Ashok loswerden, um sein Eigentum einzunehmen. Während eines Meetings mixt Mamaji etwas in Ashoks und Kumars Getränke. Die beiden beginnen sich wie Hunde zu benehmen und werden in eine Anstalt gesteckt. Die verantwortliche Ärztin Dr. Shivani findet heraus, dass sie unter Einfluss von Medikamenten waren, und entlässt sie.
In derselben Anstalt befinden sich zudem auch Ashoks und Kumars Doppelgänger, die für Drogenschmuggler arbeiteten. Sie werden irrtümlicherweise entlassen.
Shanaya und Mishti, Ashoks und Kumars Freundinnen, nehmen die beiden mit nach Hause. Dort erkennt Mamaji die Verwechslung und möchte das zu seinen Gunsten ausnutzen, um an Ashoks Eigentum zu gelangen.
Währenddessen erfahren Ashok und Kumar von Mamajis bösem Plan, doch sie stecken immer noch in der Anstalt.
Sie kriegen Hilfe von dem Bezirkjungen Cyrus, der ihnen Johnny, Mamajis Doppelgänger, vorstellt.
Ashok und Kumar planen mit Hilfe von Johnny einen Racheakt. Doch sie werden erwischt, bevor sie fliehen können. Durch einen Wutanfall von Johnny können die drei flüchten.
Auf einem Meeting wollten Ashok und Kumar Mamajis Plan auffliegen lassen, als Dr. Khan den Feueralarm auslöste. Alle drei Geisteskranken flüchten aus dem Gebäude. Verzweifelt stoßen Ashok und Kumar auf den Barbesitzer Rajvinder, der wie der dritte Doppelgänger von Mamaji aussieht. Mamaji hat währenddessen mit Hilfe von plastischer Chirurgie weitere Doppelgänger von Ashok und Kumar kreiert. Mamaji bringt die dritten Doppelgänger von Ashok und Kumar zum House of Commons, wo der falsche Ashok das ganze Eigentum, in der Gegenwart von Price Charles, an Mamaji übergibt. Doch rechtzeitig kommen der echte Ashok und Kumar zusammen mit dem dritten Doppelgänger von Mamaji an. Um völlige Verwirrung zu stiften, stürmen die drei Geisteskranken auch ins Zimmer, um den echten Ashok und Kumar zu helfen. Die Augenzeugen geraten bei dem Anblick so vieler Doppelgänger in Panik. Der Film endet damit, dass Ashoks Vater aus seinem Koma aufwacht und den wahren Ashok erkennt. Mamaji wird aufgrund seiner Taten verhaftet.

## Musik
| # | Titel                 | Sänger                                              | Länge |
| - | --------------------- | --------------------------------------------------- | ----- |
| 1 | Caller Tune           | Neeraj Shridhar, Neeti Mohan                        | 4:35  |
| 2 | Piya Ke Bazaar Mein   | Himesh Reshammiya, Shalmali Kholgade, Palak Muchhal | 4:22  |
| 3 | Barbaad Raat          | Sanam Puri, Shalmali Kholgade                       | 3:24  |
| 4 | Look into My Eyes     | Ash King, Neeti Mohan                               | 3:36  |
| 5 | Hum Pagal Nahi Hai    | Himesh Reshammiya                                   | 4:26  |
| 6 | Khol De Dil Ki Khidki | Mika Singh, Palak Muchhal                           | 4:16  |